# Radosław Kawęcki
Radosław Kawęcki (* 16. August 1991 in Głogów) ist ein polnischer Rückenschwimmer. Bei den Kurzbahnweltmeisterschaften 2012, 2014 und 2016 wurde er Weltmeister über 200 m Rücken.

## Erfolge
Kawęcki gewann sieben Titel bei Kurzbahneuropameisterschaften. Bei den 2009 in Istanbul musste er sich noch mit dem zweiten Platz über 200 m Rücken in 1:49,13 min hinter dem Russen Stanislaw Donez (1:48,62) zufriedengeben. 2011 in seinem Heimatland in Stettin sprang über 100 und 200 m in seiner Spezialdisziplin zweimal Gold heraus (50,43 und 1:49,15). Über 100 m besiegte er den Spanier Aschwin Wildeboer Faber (50,61) und über 200 m denselben Gegner (1:50,63). 2012 in Chartres gewann er über 200 m heraus in 1:48,51 min vor dem Ungarn Péter Bernek (1:49,41). 2013 in Herning war er über 200 m erfolgreich, 2015 wieder über beide Strecken und 2019 über 200 m.
Europameister auf der Langbahn wurde Kawęcki über 200 m 2012 in Debrecen in 1:55,28 min (CR) wieder vor Péter Bernek (1:55,88). 2014 in Berlin und 2016 in London verteidigte er diesen Titel, 2018 in Glasgow wurde er Zweiter.
Bei den Weltmeisterschaften 2009 in Rom wurde Kawęcki über 200 m Siebter in 1:55,62 min, als Aaron Peirsol in der Weltrekordzeit von 1:51,92 min siegte. Am 16. Dezember 2012 errang er bei den Kurzbahnweltmeisterschaften im Sinan Erdem Dome in Istanbul seinen ersten WM-Titel. Im Finale über 200 m Rücken schlug er als Erster in 1:48,48 min an, zwei Hundertstelsekunden vor dem US-Amerikaner Ryan Lochte. 2014 in Doha und 2016 in Windsor holte er erneut Gold über seine Paradestrecke. Bei Weltmeisterschaften auf der 50-Meter-Bahn gewann er 2013 in Barcelona und 2015 in Kasan jeweils die Silbermedaille über 200 m.
Bei den Olympischen Sommerspielen 2012 in London landete Kawęcki in 1:55,59 min auf dem vierten Rang. In diesem Rennen siegte Tyler Clary (1:53,41, OR) vor dem Japaner Ryōsuke Irie (1:53,78) und Ryan Lochte (1,53,94). 2016 in Rio de Janeiro schied er in den Vorläufen aus.